# Cantón de Marckolsheim
El cantón de Marckolsheim era una división administrativa francesa, que estaba situada en el departamento de Bajo Rin y la región de Alsacia.

## Composición
El cantón estaba formado por veintiún comunas:
- Artolsheim
- Baldenheim
- Bindernheim
- Bœsenbiesen
- Bootzheim
- Diebolsheim
- Elsenheim
- Heidolsheim
- Hessenheim
- Hilsenheim
- Mackenheim
- Marckolsheim
- Mussig
- Muttersholtz
- Ohnenheim
- Richtolsheim
- Saasenheim
- Schœnau
- Schwobsheim
- Sundhouse
- Wittisheim

## Supresión del cantón de Marckolsheim
En aplicación del Decreto n.º 2014-185 de 18 de febrero de 2014, el cantón de Marckolsheim fue suprimido el 22 de marzo de 2015 y sus 21 comunas pasaron a formar parte; veinte del nuevo cantón de Sélestat y una del nuevo cantón de Erstein.